# Ché Nunnely
Ché Nunnely (Almere, 4 febbraio 1999) è un calciatore olandese, attaccante dell'Heerenveen.

## Caratteristiche tecniche
È un'ala destra.

## Carriera

### Club
Inizia la sua carriera nell'Almere City, per poi passare all'Utrecht nel 2009.
Nel 2012 viene acquistato dall'Ajax che lo aggrega al proprio settore giovanile. Esordisce con la seconda squadra dei Lancieri il 13 gennaio 2017 disputando l'incontro di Eerste Divisie pareggiato 0-0 contro l'Emmen.
Il 19 giugno 2019 passa a titolo definitivo al Willem II  per 750.000 euro, cifra record per questo club modesto.

### Nazionale
Ha giocato nelle nazionali giovanili olandesi Under-17, Under-19 ed Under-20.

## Statistiche
Statistiche aggiornate al 19 marzo 2022.

### Presenze e reti nei club
| Stagione         | Squadra          | Campionato       | Campionato | Campionato | Coppe nazionali | Coppe nazionali | Coppe nazionali | Coppe continentali | Coppe continentali | Coppe continentali | Altre coppe | Altre coppe | Altre coppe | Totale | Totale | Totale |
| Stagione         | Squadra          | Comp             | Pres       | Reti       | Comp            | Pres            | Reti            | Comp               | Pres               | Reti               | Comp        | Pres        | Reti        | Pres   | Reti   |        |
| ---------------- | ---------------- | ---------------- | ---------- | ---------- | --------------- | --------------- | --------------- | ------------------ | ------------------ | ------------------ | ----------- | ----------- | ----------- | ------ | ------ | ------ |
| 2016-2017        | Jong Ajax        | 1D               | 1          | 0          |                 | -               | -               |                    | -                  | -                  |             | -           | -           | 1      | 0      |        |
| 2017-2018        | Jong Ajax        | 1D               | 24         | 6          |                 | -               | -               |                    | -                  | -                  |             | -           | -           | 24     | 6      |        |
| 2018-2019        | Jong Ajax        | 1D               | 17         | 4          |                 | -               | -               |                    | -                  | -                  |             | -           | -           | 17     | 4      |        |
| Totale Jong Ajax | Totale Jong Ajax | Totale Jong Ajax | 42         | 10         |                 | -               | -               |                    | -                  | -                  |             | -           | -           | 42     | 10     |        |
| 2019-2020        | Willem II        | ED               | 25         | 4          | CO              | 3               | 1               |                    | -                  | -                  |             | -           | -           | 28     | 5      |        |
| 2020-2021        | Willem II        | ED               | 32         | 7          | CO              | 1               | 0               | UEL                | 2                  | 1                  |             | -           | -           | 35     | 8      |        |
| 2021-2022        | Willem II        | ED               | 26         | 4          | CO              | 1               | 0               |                    | -                  | -                  |             | -           | -           | 27     | 4      |        |
| Totale Willem II | Totale Willem II | Totale Willem II | 83         | 15         |                 | 5               | 1               |                    | 2                  | 1                  |             | -           | -           | 90     | 17     |        |
| Totale carriera  | Totale carriera  | Totale carriera  | 125        | 25         |                 | 5               | 1               |                    | 2                  | 1                  |             | -           | -           | 132    | 27     |        |

## Palmarès

### Club
- Eerste Divisie: 1

Jong Ajax: 2017-2018